# Ястржембский, Антон Викторович
Ястржембский Антон Викторович (пол. Antoni Bronisław Jastrzębski; 23 августа 1860, м. Гинчаны — 23 октября 1924, Гродно) — полковник Русской императорской армии, бригадный генерал Войска Польского в отставке.

## Биография
Родился в Гинчанах в семье Ястржембских — Виктора и Эмилии (в девичестве Мишковская). Католического вероисповедания. Образование получил в Сувалкской классической гимназии.
В службу вступил 13 июля 1879 года. Окончил Виленское пехотное юнкерское училище. Выпущен в 112-й пехотный Уральский полк.
- Прапорщик (старшинство с 18 января 1882 года).
- Подпоручик (старшинство с 7 марта 1883 года).
- Поручик (старшинство с 7 марта 1887 года).
- Штабс-капитан (старшинство с 15 марта 1893 года).
- Капитан (старшинство с 15 марта 1898 года).

Участник русско-японской войны 1904 — 1905. Командир роты 282-го пехотного Черноярского полка. Контужен.
- Подполковник (приказ 1906 год; старшинство с 19 января 1905 года за отличие).
- Полковник (старшинство с 6 декабря 1912 года). На март 1914 года в 100-м пехотном Островском полку.

## Первая мировая война
Участник Первой мировой войны. На 23 марта 1915 года в том же чине и полку.
С 13 августа 1915 года командир 100-го пехотного Островского полка. Участвовал в Нарочской операции (март 1916 года).
На 1 августа 1916 года в том же чине и должности. Командовал бригадой 191-й пехотной дивизии.

## Советско-польская война
31 октября 1918 года рескриптом Регентского Совета принят в Войско Польское в звании полковника.
С 4 ноября 1918 года командующий Ченстоховского военного округа № VII Келецкой инспекции. Одновременно командовал Ченстоховским пехотным полком (позднее — 27-й пехотный полк).
С 15 января 1919 года — комендант окружного штаба пополнения в Кельцах.
С 11 декабря 1919 года исполнял обязанности заместителя начальника Генерального округа «Кельцы» (должность по статусу была равнозначна чину генерал-лейтенанта).
7 января 1920 года был назначен начальником V отдела Командования Генерального округа «Лодзь».
С 19.15. — ??? 1920 года — комендант города Кельцы.
Утвержден в звании Полковника корпуса офицеров пехоты (приказ 22 мая 1920 года; старшинство с 1 апреля 1920 года).
С 1 мая 1921 года в отставке, проживал в Кельцах.
В 1922 году призван на службу в Пограничную стражу и отправлен в распоряжение Главного штаба Пограничной стражи. Назначен воеводским комендантом в Белостоке.
26 октября 1923 года утвержден президентом Польской Республики в чине бригадного генерала в отставке. Умер в Гродно.

## Награды
- Орден Св. Станислава 3-й ст.;
- Орден Св. Анны 3-й ст. (1901);
- Орден Св. Станислава 2-й ст. с мечами (1906);
- Орден Св. Анны 2-й ст. с мечами (1906);
- Орден Св. Владимира 4-й ст. с мечами и бантом (1907);
- Мечи и бант к ордену Св. Анны 3-й ст. (1907);
- Орден Св. Владимира 3-й ст. с мечами (ВП 23.03.1915);
- Георгиевское оружие (ВП 07.11.1915);
- Мечи и бант к ордену Св. Станислава 3-й ст. (ВП 30.01.1917).
- Пожалование старшинства в чине Полковника с 06.12.1910 (ВП 02.11.1916; на осн. приказа по ВВ 1915 г. № 563 ст. 4, 5, 8).
- Высочайшие благоволения за отличия в делах (ВП 22.09.1915 и ВП 25.12.1915).